# Atelinae
Atelinae — подсемейство паукообразных обезьян. Основное отличие этой группы — длинный хвост хватательного типа, способный выдержать полный вес тела животного.
Представители подсемейства обитают в Южной и Центральной Америке от южной Мексики до центральной Бразилии и Боливии. Это дневные животные, проводящие почти всё время на деревьях. Могут быстро перемещаться в кронах, используя свой длинный цепкий хвост. Это одни из крупнейших приматов Нового Света. Образуют группы, иногда достаточно крупные.
В рационе преимущественно фрукты, семена и листья, причём фрукты составляют до 80 % рациона. Самка приносит приплод раз в два—четыре года. В помёте обычно один детёныш. На некоторые виды охотятся, употребляя их мясо в пищу. Другая угроза популяции — разрушение среды обитания, при этом многие виды находятся на грани исчезновения.

## Классификация
Ныне живущие:
- Род Коаты (Ateles)
  - Белолобая коата (Ateles belzebuth)
  - Перуанская коата (Ateles chamek)
  - Колумбийская коата (Ateles hybridus)
  - Белощёкая коата (Ateles marginatus)
  - Чернолобая коата (Ateles fusciceps)
  - Коата Жоффруа (Ateles geoffroyi)
  - Краснолицая коата (Ateles paniscus)
- Род Паукообразные обезьяны (Brachyteles)
  - Паукообразная обезьяна (Brachyteles arachnoides)
  - Рыжеватая обезьяна (Brachyteles hypoxanthus)
- Род Шерстистые обезьяны (Lagothrix)
  - Бурая шерстистая обезьяна (Lagothrix lagotricha)
  - Серая шерстистая обезьяна (Lagothrix cana)
  - Колумбийская шерстистая обезьяна (Lagothrix lugens)
  - Серебристая шерстистая обезьяна (Lagothrix poeppigii)
- Род Oreonax
  - Желтохвостая обезьяна (Oreonax flavicauda)

Вымершие:
- Род †Stirtonia
  - †Stirtonia tatacoensis
  - †Stirtonia victoriae
- Род †Protopithecus
  - †Protopithecus brasiliensis
- Род †Caipora
  - †Caipora bambuiorum
- Род †Solimoea
  - †Solimoea acrensis